# In My Zone 2 (mixtape)
In My Zone 2 (wydany 26 listopada 2010) to oficjalny mixtape Chrisa Browna. Krążek jest kontynuacją wydanego dziewięć miesięcy wcześniej In My Zone. 

## Lista utworów
1. "Ms Breezy" (feat. Gucci Mane)
2. "Shit God Damn" (feat. Big Sean)
3. "Talk That Shit"
4. "My Girl Like Them Girls" (feat. J Valentine)
5. "Fuck Um All" (feat. Kevin McCall & Diesel)
6. "Chrismas Came Today" (feat. Seven)
7. "Glitter" (feat. Big Sean)
8. "What U Doin" (feat. Big Sean)
9. "Drop Rap" (feat. Petey Pablo)
10. "AWOL"
11. "Seen Her Naked"
12. "Last Time Together"
13. "All Off" (feat. Seven & Kevin McCall)
14. "Life Itself" (feat. Kevin McCall)
15. "Sex Love" (feat. Lonny Bereal & Seven)
16. "Another You"
17. "Boing"
18. "Quits" (feat. Kevin McCall)
19. "You Want Me" (feat. Seven)
20. "Put Your Hands In The Air"